# Colibrí amazília amable
El colibrí amazília amable (Polyerata amabilis) és una espècie d'ocell de la família dels troquílids (Trochilidae) que habita la selva humida i altres formacions forestals de les terres baixes del vessant del Carib, a Nicaragua, Costa Rica i Panamà, oest i nord de Colòmbia i oest de l'Equador.